# Østermarkskolen
Østermarkskolen er den ene af to byskoler beliggende i Aars by  i Vesthimmerlands Kommune. Skolen har 643 elever fordelt på børnehaveklasse til og med 9. klasse.
Skolen er fløjopdelt, med fløj I for børnehaveklasse – 2. klasse, fløj II med 4. klasse – 5. klasse, fløj III med 6. klasse – 8. klasse, fløj IV med 3. klasserne og 9. klasserne placeret i fløj VI.
Skolen har 45 ansatte lærere, 3 børnehaveklasseledere, 15 pædagoger, 1 skoleinspektør, 1 vieskoleinspektør, 1 SFO leder, 1 SFO souschef, 2 sekretærer, 1 serviceleder, 1 servicemedarbejder(deltid), 1 person i 50-50 jobordning, 5 personer i flexjob, 6 rengøringsassistenter. Skolen har også en sundhedsplejerske og psykolog fra pædagogisk psykologisk rådgivning er tilknyttet til skolen. Den nuværende skoleinspektør er Solveig Østergaard Kristensen. Skolen har et skole bibliotek betjenes af uddannede skolebibliotekarer. Elever og lærere kan låne undervisningsmilder.

## Historie
I efteråret 2013 begynde man at renovere hele skolen på grund af skimmelsvamp som havde været et problem for skolen i en længere periode. det var blevet beslutte i oktober 2012 blev det besluttet af Vesthimmerlands kommunes byråd at Østermarkskolen skulle renovereres. Under renovering blev der lavet middelsertidlige klasse lokaler, som efter renoveringen skulle bruges som fælles lokale som kaldes for genhusningen. Renoveringen kom til at koste ca. 46 millioner kroner.

## Udendørs
Skolen har en basketballbane og nogle fodboldbaner, og i 2016/2017 fik skolen en diskgolf bane. Skolen fulgte Aalborg, Aarhus og Randers eksempel, da de allerede havde discgolf baner. Ideen om at bringe en discgolf bane til Østermarkskolen blev forslået af to lærere, Lars Kjølby Lund, som er matematik og idræts lærer, og Christian Bunk Svane, der er idræts lære og geografilærer. Banerne er mellem 50 og 150 meter lange, og der er 6 baner banen kan både bruges i skole tiden og efter skole tiden.

## Eksterne kilder og henvisninger
1. ↑  "Østermarkskolen hjemmeside". Arkiveret fra originalen 3. februar 2017. Hentet 2. februar 2017.
2. ↑  Damsgaard, Lasse. "Dyre svampe på skole Halvandet år efter svampeangrebet på Østermarkskolen i Aars er håndværkerne i gang - det koster 46 mio. kr". Nordjyske. Nordjyske. Hentet 6. august 2018.
3. ↑  Rask, Lasse. "Østermarkskolen får disc golf bane". Aars avis. Aars avis.